# Hecken-Wicke
Die Hecken-Wicke (Vicia dumetorum) ist eine Pflanzenart aus der Gattung Vicia in der Unterfamilie der Schmetterlingsblütler (Faboideae). Sie ist in Europa weitverbreitet.

## Beschreibung

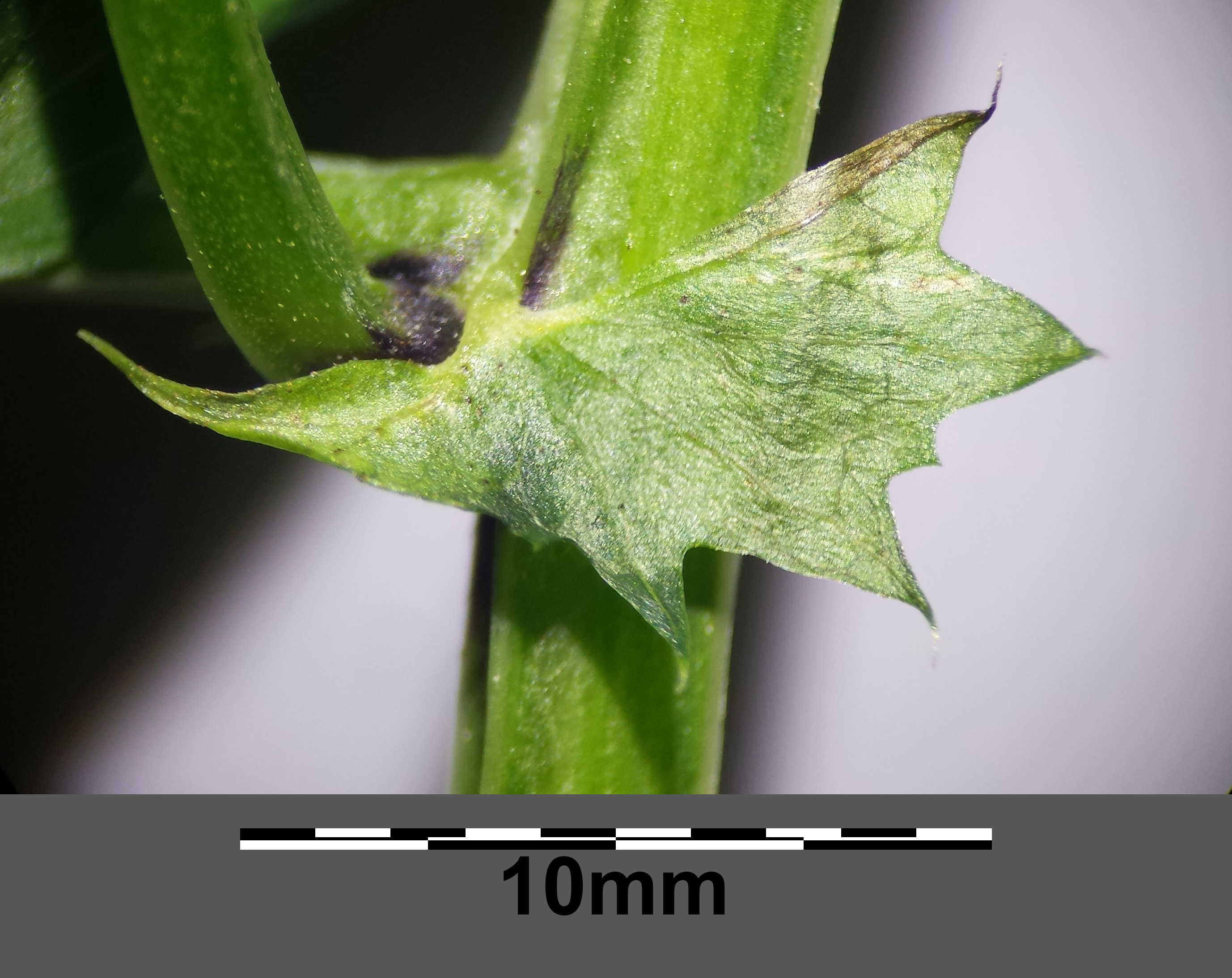
Nebenblatt

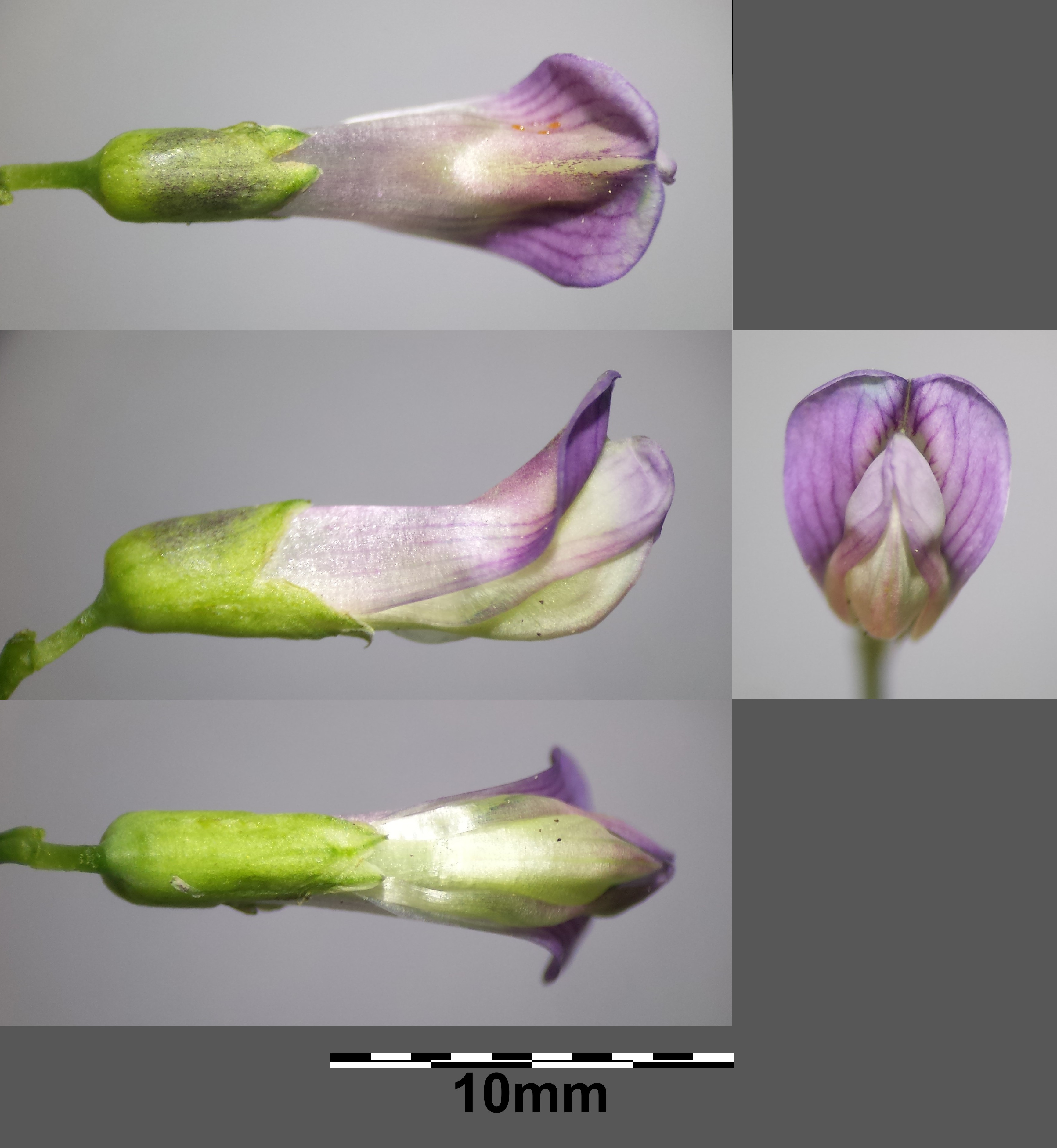
Blüte

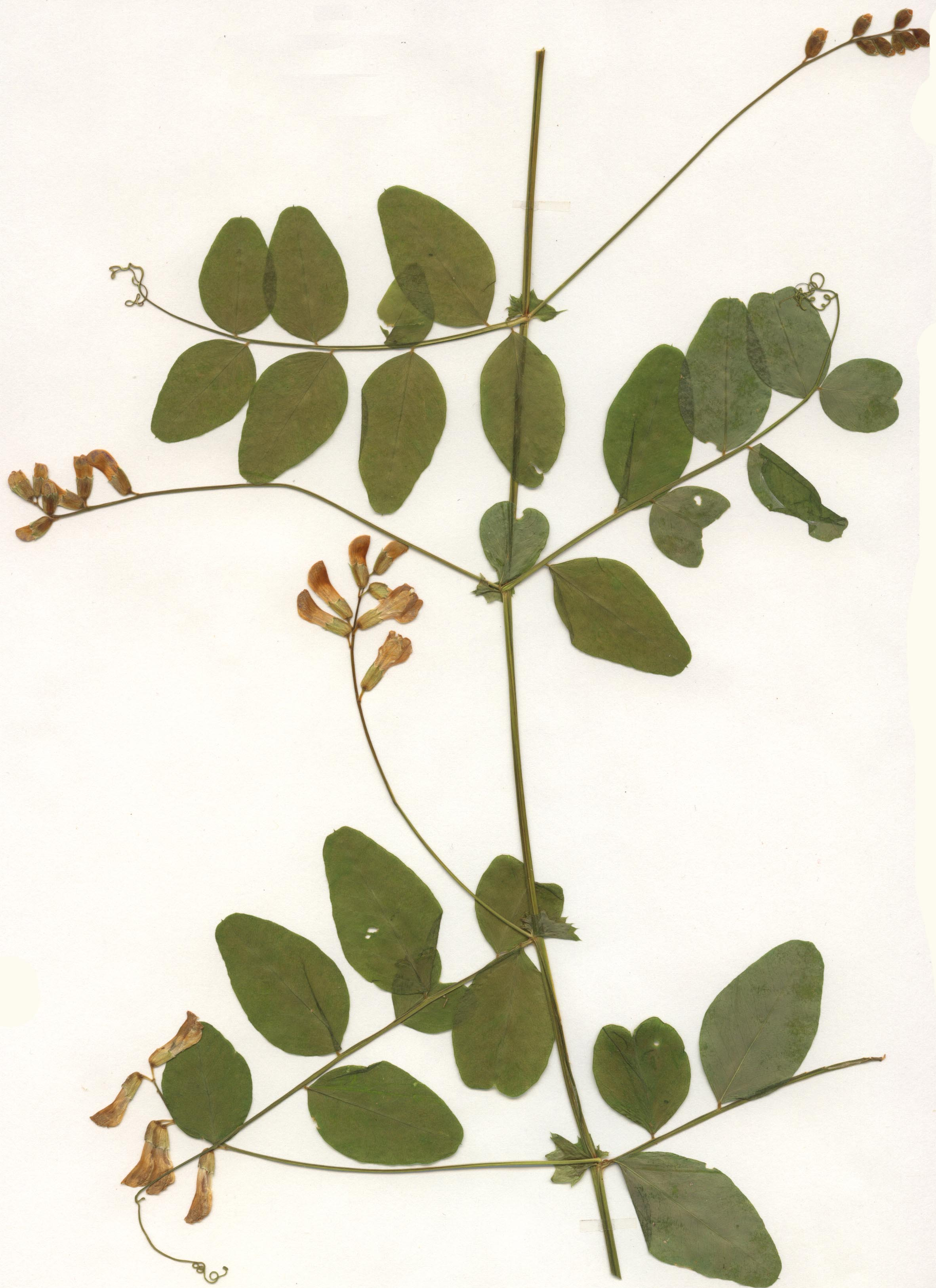
Herbarbeleg

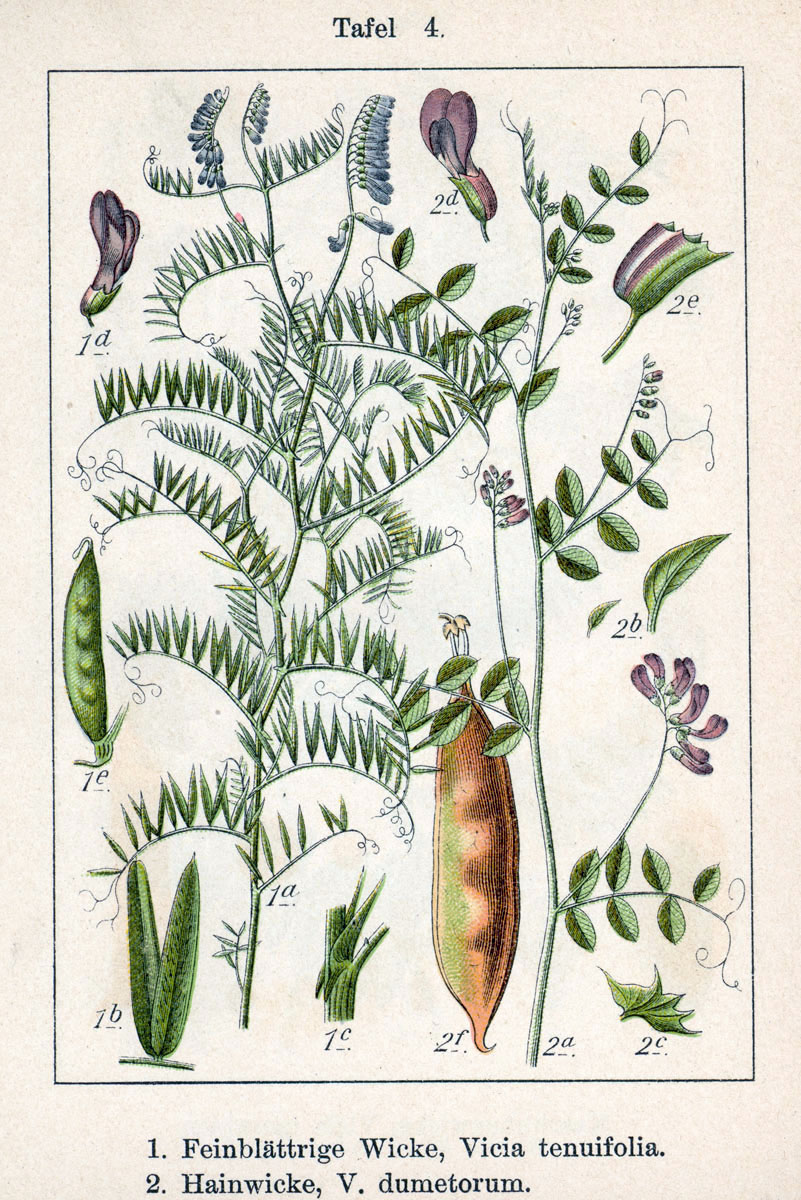
Hecken-Wicke (Vicia dumetorum) in der Illustration rechts

### Erscheinungsbild und Blatt
Die Hecken-Wicke wächst als ausdauernde krautige Pflanze. Sie bildet eine weitkriechende, runde, sehr verzweigte Grundachse. Der 1 bis 1,5 Meter lange, kletternde Stängel ist 2 bis 4 Millimeter dick, scharf vierkantig bis schmal geflügelt, und wie die ganze Pflanze von frischgrüner Färbung und ziemlich kahl.
Die gefiederten Laubblätter sind 10 bis 15 cm lang, alle mit verzweigten, kräftigen Ranken versehen und besitzen drei bis fünf Paare wechselständige, kurz – aber deutlich – gestielte Fiederblättchen. Die Fiederblättchen sind eiförmig bis elliptisch oder fast rhombisch, mehr oder weniger 2 bis 4 cm lang und etwa halb so breit, abgerundet und kurz bespitzt, meist ganzrandig, selten etwas gezähnt, oberseits dunkelgrün, unterseits bleichgrün und besitzen acht bis 14 Paar gerade, durch ein feines Netzwerk verbundene Seitennerven. Sie sind kahl oder (am Rand) kurz behaart. Die Nebenblätter sind etwa 1 cm lang, halbmondförmig, und besitzen fünf bis sieben begrannte, durch weite Buchten getrennte Zähne.

### Blütenstand und Blüte
Die Blütenstände sind halb bis doppelt so lang wie die Laubblätter, aufrecht abstehend, einseitig, locker, vier- bis achtblütig und besitzen sehr hinfällige Tragblätter. Der Blütenstiel ist 2 bis 3 Millimeter lang.
Die Blütezeit reicht von Juni bis August. Die zwittrigen Blüten sind bei einer Höhe von etwa 1,5 Zentimetern zygomorph und fünfzählig mit doppelter Blütenhülle. Der Kelch ist glockig, mehr oder weniger zweilippig, mit kurzen, dreieckigen, weißlich berandeten Kelchzähnen. Die Krone ist etwa dreimal so lang wie der Kelch, trüb purpurrot, sehr selten gelblich oder weißlich, beim Verblühen bräunlich werdend. Die Fahne besitzt einen langen Nagel und eine etwas kürzere, verkehrt-eiförmige bis verkehrt-herzförmige, rotviolett geaderte Platte. Die Flügel sind wenig kürzer, schmal und stumpf. Das Schiffchen ist grünlichweiß, mit aufwärts gekrümmter, mehr oder weniger violetter Spitze.

### Frucht und Samen
Die Hülsenfrüchte sind nickend oder abstehend, im Kelch deutlich gestielt, an beiden Seiten allmählich verschmälert, etwa 4 bis 5 cm lang, 8 bis 10 Millimeter breit, flach, derbwandig, netzaderig, reif lederbraun und enthalten drei bis acht Samen.
Die Samen sind bei einem Durchmesser von 5 bis 6 Millimetern fast kugelig, lang, matt dunkelbraun oder violettbraun gefärbt.

### Chromosomenzahl
Die Chromosomenzahl beträgt 2n = 12 oder 14.

## Ökologie
Die Blüten werden von Bienen und Hummeln besucht. Honigbienen stehlen Nektar durch seitliches Auseinanderdrängen der Kronblätter.
Die Samen können durch Einrollen der Fruchtklappen fortgeschleudert werden, bleiben jedoch meist sehr lang in den Hülsenfrüchten.

## Vorkommen
Die Hecken-Wicke ist in Mittel- und Osteuropa bis Frankreich, Balkan, Italien, zum südlichen Skandinavien und südöstlichen europäischen Russland verbreitet. Vicia dumetorum ist ein gemäßigt-kontinentales Florenelement. 
Die Hecken-Wicke kommt in Mitteleuropa zerstreut vor und ist dort nirgends häufig. Im Harz, in der Rhön, an der Bergstraße, im Französisch-Fränkischen Muschelkalkgebiet, im Fränkischen, Schwäbischen und Schweizer Jura sowie im Alpenvorland und in den Nördlichen und Südlichen Kalkalpen ist sie selten, sie fehlt aber auch hier gebietsweise. In den Tälern der Zentralalpen kommt sie vereinzelt vor. In Ober- und in Niederösterreich ist sie selten.
Die Hecken-Wicke ist nur in der Mitte und im Süden Deutschlands etwas verbreiteter, aber zerstreut vorkommend; in Bayern ist die Hecken-Wicke nur im westlichen Teil verbreitet; in den anderen Gebieten praktisch fehlend.
Die Hecken-Wicke besiedelt in Mitteleuropa lichte, nicht zu trockene Wälder, vor allem Schluchtwälder, lichte Auengebüsche, lichte Laubgehölze und Hecken. Sie steigt in Mitteleuropa auch im Gebirge nicht über die montane Höhenstufe. In Mitteleuropa ist sie eine Charakterart des Vicietum sylvatico-dumetorum  aus dem Verband Trifolion medii.
Die Hecken-Wicke gedeiht am besten auf nährstoffreichen, kalk- und humushaltigen, steinigen, lockeren Lehm- oder Tonböden. Sie steigt am Arlberg und in der Herzegowina bis etwa 1200 Meter auf.
Die ökologischen Zeigerwerte nach Landolt et al. 2010 sind in der Schweiz: Feuchtezahl F = 3+ (feucht), Lichtzahl L = 3 (halbschattig), Reaktionszahl R = 4 (neutral bis basisch), Temperaturzahl T = 3+ (unter-montan und ober-kollin), Nährstoffzahl N = 3 (mäßig nährstoffarm bis mäßig nährstoffreich), Kontinentalitätszahl K = 4 (subkontinental).

## Taxonomie
Die Hecken-Wicke wurde 1753 von Carl von Linné in Species Plantarum Band 2, Seite 734 als Vicia dumetorum erstbeschrieben.